# 自由文化作品定義

於2006年的標誌競賽中選出的自由文化作品定義標誌。

自由文化作品定義是2006年為自由作品所下的定義。所下的定義。此專案會檢視各種自由作品授權條款，並將適合的條款推薦給大眾。

## 歷史
大衛·威利在1998年創立的開放內容專案是定義開放內容的先鋒。2003年，威利加入創用CC任「教育授權條款總監」，並宣佈創用CC之創用CC授權條款為其開放內容專案的繼承者。
因此，創用CC的埃里克·默勒與理查·史托曼、勞倫斯·雷席格、班哲明·馬可·希爾、安吉拉·貝絲蕾等人合作，於2006年啟動了自由文化作品專案，以便定義何謂自由作品。第一版自由文化作品定義的草案於2006年4月3日發布，隨後1.0及1.1版皆以英文發布，並翻譯為多種語言。
維基媒體基金會採用了自由文化作品定義。 2008年，創用CC的姓名標示與姓名標示-相同方式分享授權條款通過認可，條款頁面上也獲得「通過自由文化作品認可」的標記。
於2009年6月，維基百科改採雙授權制度：以創用CC姓名標示-相同方式分享做為主要授權，另同時以原先採用、並已相容該條款的GNU自由文件授權條款授權大眾使用。 授權方式更動的主因，是希望能相容於更廣闊的自由內容生態系。
2014年10月，開放知識基金會為「開放作品」及「開放授權」所下的開放定義2.0版中，將「開放」一詞視為「自由文化作品」中之「自由」的同義詞（也同於開放源碼定義 和自由軟體定義）。較為不同之處是開放定義將公眾領域、存取（開放近用）及讀取能力（開放格式）都列入考量。該定義針對開放內容同樣推薦採用三組創用CC授權條款（姓名標示、姓名標示-相同方式授權與CC0）授權作品，並且另外針對開放資料則推薦採用開放資料公眾領域貢獻與授權條款（PDDL）、開放資料公眾姓名標示授權條款 （ODC-BY）或開放資料庫授權條款（ODbL）授權。

## 經「自由文化作品」認可的授權條款
- 反DRM
- BSD類無著佐權授權條款
- CERN開放硬體授權條款
- CC0
- 創用CC姓名標示
- 創用CC姓名標示-相同方式分享
- 設計科學授權條款
- 自由藝術作品授權條款
- FreeBSD文件授權條款
- GNU自由文件授權條款 (无固定章节)[17]
- GNU通用公共授權條款
- MirOS授權條款
- MIT授權條款
- 開放出版品授權條款

## 外部連結
- freedomdefined.org上的自由文化作品定義 （页面存档备份，存于）

- 2006年freedomdefined.org的公告 （页面存档备份，存于）

- creativecommons.org上的認識自由文化作品 （页面存档备份，存于）

- WikiEducator上的Free content defined （页面存档备份，存于）

- DeviantArt上的FreeCulturalWorks （页面存档备份，存于）